# Узбекский язык
Узбе́кский язы́к (самоназвание — Оʻzbek tili, oʻzbekcha / Ўзбек тили, ўзбекча / اۉزبېک تیلى، اۉزبېکچه) — тюркский язык, являющийся родным и основным языком большинства узбеков. Государственный язык Республики Узбекистан, региональный язык в восьми северных провинциях Афганистана. На нём также говорят в приграничных с Узбекистаном областях Таджикистана, Кыргызстана, Казахстана, Туркменистана, а также в среде узбеков в России, Турции и других странах. Число носителей сегодня — около 43,5 млн человек.
Грамматически и лексически ближайшими современными родственниками литературного узбекского являются уйгурский и или-тюркский языки карлукской (чагатайской) группы.
Современный литературный узбекский язык отличается отсутствием гармонии гласных. Она сохраняется лишь в периферийных диалектах (прежде всего, хорезмском), и в 1920-е годы предпринимались попытки искусственно закрепить её в литературном языке. В фонетике, грамматике и лексике узбекского языка прослеживается сильное влияние персидского и арабского; сохранилось также влияние более древнего языка — согдийского, преобладавшего до исламизации Узбекистана. Со второй половины XIX века узбекский язык находится под сильным влиянием русского.

## История

### Древность и ранее средневековье
Узбекский язык представляет собой итог взаимодействия тюркских языков с языками хорезмийцев, согдийцев, бактрийцев и саков. Становление узбекского языка было сложным, многоплановым и заняло многие столетия.
Тюркские имена и титулы встречаются в бактрийских документах VII—VIII вв.: каган, тапаглиг элтабир, тархан, тудун, имена Кутлуг Тапаглиг Бильга савук, Кера-тонги, Тонгаспар. В них встречаются также тюркские этнические названия: халач, тюрк. В этот период тюрки составляли часть оседлого населения древней Бактрии.
Среди согдийских мугских документов начала VIII века на территории Согда был обнаружен документ на тюркском языке, написанный руническим алфавитом. На территории Ферганской долины было обнаружено более 20 рунических надписей на древнетюркском языке, что говорит о наличии у местного тюркского населения в VII—VIII веках своей письменной традиции. Древнетюркская надпись, несколько отличающаяся от мугской, была обнаружена к северу от Согда в горах Кульджуктау (около 100 км севернее Бухары), что указывает на широкое распространение разновидностей рунической письменности древних тюрков. По мнению известного востоковеда М. Андреева, некоторые слова из согдийского языка оказались в составе лексики среднеазиатского тюркского, а затем и узбекского языка, как например куп «много» (узб. koʻp), катта «большой» (узб. katta), кальта «короткий» (узб. kalta).

### Эпоха Восточного Ренессанса (IX—XIII вв.)
Выдающийся учёный и этнограф Аль-Бируни (973—1048) в своих произведениях приводит названия тюркских месяцев и тюркских лечебных трав, которые использовало тюркское население Хорезма. В своём произведении «Памятники минувших поколений», написанном в Хорезме около 1000 года, он приводит тюркские названия годов по животному циклу, которые использовало тюркское население Хорезма: сичкан, од, барс, тушкан, луй, илан, юнт, куй, пичин, тагигу, тунгуз. В этом же сочинении он приводит названия месяцев по-тюркски: улуг-ой, кичик-ой, биринчи-ой, иккинчи-ой, учинчи-ой, туртинчи-ой, бешинчи-ой, олтинчи-ой, йетинчи-ой, саккизинчи-ой, токкузинчи-ой, унинчи-ой.
Процесс начала формирования этноса, впоследствии ставшего основой узбекской нации, особенно активизировался в XI—XII веках, когда Средняя Азия была завоёвана объединением тюркских племён, возглавляемым династией Караханидов. Они гораздо больше, чем другие династии тюркского происхождения, имели в надписях на монетах тюркские титулы.
К X веку в государстве Караханидов был в ходу литературный язык, продолживший традиции древнетюркских письменных текстов. Официальный караханидский язык X в. основывался на грамматической системе древних карлукских диалектов. Исламизация Караханидов и их тюркских подданных сыграла большую роль в развитии тюркской культуры. В конце Х — начале XI в. впервые в истории тюркских народов на тюркский язык был переведён Тафсир — комментарии к Корану.
Новая волна тюркоязычных племён влилась в состав населения Средней Азии после монгольского завоевания XIII века. В этот период в оазисах Среднеазиатского междуречья осели такие племена и роды, как кипчак, найман, хытай, кунграт, мангыты и др. Произошла тюркизация монгольских родов, включая чингизидов. Приводя сведения о правителе Чагатайского улуса Кебек-хане (1318—1326), арабский путешественник Ибн Баттута приводит сведения, что он говорил по-тюркски: Царь (Кебек-хан) удивился и сказал: «Йахши», что по‐тюркски означает «хорошо». Это свидетельство говорит о том, что чингизиды Чагатайского улуса в начале XIV века перешли на местный среднеазиатский карлукский вариант тюркского языка.
Известным хорезмийским тюркским поэтом, писателем конца XIII — начала XIV вв. был Рабгузи (настоящее имя Наср ад-дин, сын Бурхан ад-дина). Основное произведение Рабгузи «Рассказы Рабгуза о пророках» («Киссаи Рабгузи», 1309—1310) состоит из 72 рассказов по религиозной тематике, в основном из Библии и Корана.
Другим известным тюркским поэтом был Хорезми Равани, который в 1353 году написал поэму на тюркском языке «Мухаббат-наме». Сохранилось два списка поэмы: ранний, выполненный уйгурским письмом в 1432 году, и второй, переписанный в 1508—1509 арабским письмом. Уйгурский список состоит из 10 писем-стихотворений на тюркском языке. Обе рукописи хранятся в Британском музее.

### Эпоха Тимуридов
Тимур, объединивший Мавераннахр и Хорасан в одно государство, уделял развитию тюркского литературного языка особое внимание. При походе против Тохтамыша в 1391 году Тимур приказал выбить у горы Алтын шокы надпись на чагатайском языке уйгурскими буквами — восемь строчек и три строчки на арабском языке, содержащих коранический текст. В оригинале, в частности, было написано: «…Туроннинг султони Темурбек уч юз минг черик бирла ислом учун Туктамиш хон булгар хонига юриди…». Юридические документы государства Тимура были составлены на двух языках: персидском и тюркском. Так, например, документ от 1378 года, дающий привилегии потомкам Абу Муслима, жившим в Хорезме, был составлен на чагатайском тюркском языке.
Тимуриды использовали тюркский и персидские языки. В 1398 году сын Тимура Мираншах приказал составить официальный документ на тюркском языке уйгурским шрифтом. Внук Тимура Искандар Султан-мирза (1384—1415) имел двор, включавший группу поэтов, например Мир Хайдара, которого Искандар призвал писать стихи на тюркском языке. Благодаря покровительству Искандар Султана была написана тюркская поэма «Гуль и Навруз».
На личной чашке Мирзо Улугбека (1409—1449) была выгравирована надпись на среднеазиатском тюркском языке («Карами Хакка нихоят йукдур»), что означает «Щедрость Бога бесконечна».
Усиление статуса и роли тюркского языка в эпоху Тимура и Тимуридов привело к формированию узбекского литературного языка. Появились гении тюркской литературы: Лютфи и Алишер Навои. Большую роль в дальнейшем развитии узбекского литературного языка сыграл Алишер Навои, который написал «Суждение о двух языках» (1499). В нём обосновано культурное и художественное значение тюркского языка. Навои писал:
Богатство тюркского языка доказано множеством фактов. Выходящие из народной среды талантливые поэты не должны выявлять свои способности на персидском языке. Если они могут творить на обоих языках, то всё же очень желательно, чтобы они на своём языке писали стихов побольше». И далее: «Мне кажется, что я утвердил великую истину перед достойными людьми тюркского народа, и они, познав подлинную силу своей речи и её выражений, прекрасные качества своего языка и его слов, избавились от пренебрежительных нападок на их язык и речь со стороны слагающих стихи по-персидски
Алишер Навои в своих произведениях неоднократно упоминает узбеков. Например, в поэме «Стена Искандара» он пишет:

На шахские короны и пышные одежды

мне надоело смотреть,

Мне достаточно одного моего простого узбека,

у которого на голове тюбетейка, а на плечах халат.

В поэме «Стена Искандара» Алишер Навои упоминает узбеков и мангытов, а в другом произведении он писал об узбеках Хорезма.
Во многом благодаря усилиям Алишера Навои, староузбекский стал единым и развитым литературным языком, нормы и традиции которого сохранились до конца XIX в.
Тюркский писатель, историк, поэт Захир-ад-дин Мухаммад Бабур (1483—1530) подчёркивал: «Жители Андиджана — все тюрки; в городе и на базаре нет человека, который бы не знал по-тюркски. Говор народа сходен с литературным; сочинения Мир Алишера Навои, хотя он вырос и воспитывался в Герате, [написаны] на этом языке». Одним из известных газелей Бабура является стихотворение «Доброта» — «Яхшилиг», в котором он пишет о том, что надо делать добро народу-элю («Бори элға яхшилик қилғилки, мундин яхши йўқ Ким, дегайлар даҳр аро қолди фалондин яхшилик»).

### Эпоха ханств XVI—XIX вв
Сам предводитель полукочевых узбеков Шейбани-хан (1451—1510) писал стихи на среднеазиатском тюркском (чагатайском) языке. Его сборник стихов, написанный на среднеазиатском тюркском литературном языке в настоящее время хранится в фонде рукописей Топкапы в Стамбуле. Рукопись его философско-религиозного произведения: «Бахр ул-худо», написанное на среднеазиатском тюркском литературном языке в 1508 году находится в Лондоне. Шейбани-хан написал прозаическое сочинение под названием «Рисале-йи маариф-и Шейбани» на среднеазиатском тюркском — чагатайском языке в 1507 г. вскоре после захвата им Хорасана и посвящено сыну, Мухаммаду Тимуру (рукопись хранится в Стамбуле).
С именем шибанида Убайдуллы-хана (1487—1540) связано образование самого значительного придворного литературного круга в Мавераннахре первой половины XVI столетия. Убайдулла сам писал стихи на тюркском под литературным псевдонимом Убайдий. До нас дошел сборник его стихотворений. Убайдулла-хан был автором таких дидактических поэм, как: «Сабрнома», «Шавкнама» и «Гайратнама». Его своеобразный путь в литературе заключается во включении в своё творчество литературных жанров хикмат и йар-йар. Он написал комментарий к Корану на тюркском языке.
Узбекский поэт Турды призывал к объединению разобщённых узбекских племён:

«Хоть народ наш разобщён, но ведь это всё узбеки девяносто двух племён.
Называемся мы разно, — кровь у всех одна —
Мы один народ, и должен быть у нас один закон. 
Полы, рукава и ворот — это всё — один халат,
Так един народ узбекский, да пребудет в мире он».

Узбекский поэт XVII века Суфи Аллаяр написал на узбекском языке стихотворное произведение «Саботул ожизин», которое было посвящено суфийской философии и стало позже учебным пособием для медресе Бухары, Коканда и Хивы. Произведение было несколько раз переиздано в Турции, Пакистане, Саудовской Аравии и России (Казани).
Поэт и мыслитель Боборахим Машраб (1657—1711), был классиком узбекской литературы. Своим творчеством он оказал значительное влияние на развитие и совершенствование узбекской литературы конца XVII — начала XVIII веков.
Узбекский правитель Субханкули-хан (1680—1702) был автором нескольких произведений на староузбекском языке по медицине и астрологии. Его произведение по медицине «Субханкулиево оживление медицины» («Ихйа ат-тибб Субхани») было написано на среднеазиатском тюркском языке и посвящён описанию болезней, их распознанию и лечению. Один из списков рукописи хранится в библиотеке в Будапеште. Трактат Субханкули-хана посвящённый астрономию назывался как «Сущность лунных фаз в предсказании счастливого часа» («Лубб ал-лаваих ал-камар фи-л-ихтийарат»).
В Кокандском ханстве широкое распространение получила узбекская женская поэзия. Одной из узбекских поэтесс была Джахан-Атын Увайси (1781—1845). Наряду с Надирой и Махзуной она была представительницей узбекской кокандской поэзии.

### Конец XIX—XX век
До начала XX века на территории Бухарского ханства литературными языками были персидский и чагатайский (староузбекский). Литературным языком Хорезмского (хивинского) государства был только тюркский.
Сам термин «узбекский» в применении к языку имел разный смысл в разные времена. В начале XX века Н. Ф. Ситняковский писал, что язык сартов Ферганы «чисто» узбекский (узбек-тили). По мнению казахского тюрколога Сералы Лапина, жившего в конце XIX — начале XX века, «нет особого народа сарт, отличного от узбеков, и нет особого сартовского языка, отличного от узбекского».
Ташкентский реформатор, Исмаил Обиди (1880—1941) в 1906 году начал выпускать джадидистскую газету «Таракки» на узбекском языке. Другим выходцем из Ташкента был Абдурахман Садык огли (1879—1918) видный узбекский просветитель, переводчик-полиглот, журналист, джадидист. В 1915 году он открыл общественно-политический журнал «Аль-Ислах». Редактором журнала являлся сам Абдурахман Садык огли. Первый узбекский адвокат У. Асадуллаходжаев основал в Ташкенте газету «Садои Туркистон» (4 апреля 1914 г.) и был ее редактором.
В советское время узбекская письменность претерпела несколько реформ орфографии и в 1940 г. была переведена на алфавит, созданный на основе кириллицы. В 1993 году узбекский был официально переведён на латинский алфавит. Однако, в отличие от Азербайджана и Туркменистана, кириллица советского образца продолжает употребляться даже на официальном уровне, сосуществуя с латиницей. При этом принятый в 1995 году узбекский латинский алфавит фактически представляет собой транслитерацию кириллицы, чем отличается от всех остальных тюркских латиниц. Среди узбеков Ирана, Афганистана, Пакистана и Китая преобладает арабский алфавит.
После обретения Узбекистаном независимости отмечается склонность к пурификации языка, то есть очищению его от, главным образом, русских слов и последующей замене их либо словами из староузбекского, либо заимствованиями из арабского и персидского.

### История изучения узбекского языка
Научный интерес к истории узбекского языка возник ещё в XIX веке среди европейских и российских учёных-востоковедов. Об истории узбекского языка писали А. Вамбери, В. Бартольд, А. Самойлович и др. Большое внимание к изучению истории языка было уделено в советский период. Среди известных учёных лингвистов об истории узбекского языка писали Е.Поливанов, У. Турсунов, А. Мухтаров, Ш. Рахматуллаев и др.

## Диалекты
Современный узбекский язык имеет сложную диалектную структуру и занимает своеобразное место в классификации тюркских языков. Диалекты современного разговорного узбекского генетически разнородны (в их формировании участвовали носители карлукской, кыпчакских, огузской диалектных групп), условно делятся по фонетическому признаку на 2 группы — «окающие» (говоры городов Ташкента, Самарканда, Бухары и др. и прилегающих районов) и «акающие» (делятся на две подгруппы в зависимости от употребления начального согласного «й» или «дж»);
Различают четыре основные диалектные группы.
- Северо-узбекские диалекты южного Казахстана (иканско-карабулакский, карамуртский, вероятно, относятся к огузской группе).
- Южно-узбекские говоры центральной и восточной части Узбекистана и северного Афганистана, а также диалекты большинства крупных центров расселения узбеков (ташкентский, ферганский, каршинский, самаркандско-бухарский и туркестано-чимкентский) относятся к карлукской (чагатайской), или юго-восточной группе тюркских языков; на этом основании к ней принято относить, вместе с уйгурским, и узбекский язык в целом. Ферганский и туркестано-чимкентский диалекты наиболее близки к литературной норме. Стандарт произношения закреплён за ферганско-ташкентской группой говоров (после 1937 года).

Основной особенностью этих диалектов является то, что они в большей или меньшей степени имеет арабо-персидское влияние. Продолжительное влияние иранских наречий и арабские слова сильно заметно здесь не только на лексическом, но и на фонетическом уровнях.
- Хорасанский диалект узбекского языка очень близкий с хорезмским диалектом[44][45].
- К огузской группе относится хорезмский диалект и другие говоры юго- и северо-запада Узбекистана (а также два говора в Казахстане) под общим названием огузский диалект. В классификации А. Н. Самойловича эти диалекты описываются как хивинско-узбекское и хивинско-сартовское наречия и выделены в самостоятельную группу, названную кыпчакско-туркменской.
- Кыпчакские говоры, распространены в некоторых областях Узбекистана, а именно в Самаркандской, Кашкадарьинской и Сурхандарьинской областях, частично в Фергане.[46] Первые носители кипчакских говоров появились в эпоху хорезмшахов, когда в Мавераннахре поселились рода канглов.

## Географическое распространение
Узбекский язык распространён на территории Узбекистана, где является государственным, и соседних стран, а также в узбекской диаспоре. Общее число его носителей сегодня оценивается в более чем 43 млн человек.
Наибольшее распространение он имеет на территории соседнего Таджикистана, где является третьим языком по числу носителей после таджикского и русского, но не имеет никакого статуса. Некоторыми представителями узбекской интеллигенции Таджикистана в разные годы выдвигались предложения и требования о признании узбекского языка одним из официальных языков на всей территории страны, или хотя бы в пределах отдельных областей и районов, где проживают значительные узбекоязычные диаспоры. Приданию какого-нибудь статуса узбекскому языку помешало несколько препятствий, основные два из которых — это проводимая в Таджикистане, как в большинстве постсоветских республик, националистическая политика по поддержке титульной нации и весьма напряжённые с середины 90-х годов по 2016 год отношения между Таджикистаном и Узбекистаном. 
В Таджикистане узбекский язык широко используется на всей территории Согдийской области, особенно на севере (Аштский и Гафуровский районы), западе (Зафарабадский и Истаравшанский района) и северо-западе (Джаббар-Расуловский, Исфаринский и Канибадамский районы) этого региона. Кроме собственно этнических узбеков, узбекским языком в Согдийской области в разной степени владеет и таджикское большинство из-за проживания этих близких по культуре народов в соседстве многие века в одной местности, а также из-за большого количества смешанных браков. Помимо Согдийской области, узбекоязычные проживают значительными диаспорами на западных и юго-западных районах Таджикистана — в Гиссарском, Турсунзадевском, Рудакийском, Шахринавском, Варзобском, Дустийском, Шаартузском, Кубодиёнском, Носир-Хусравском, Хуросонском, в городах Турсунзаде, Гиссар, Бохтар. После улучшения отношений между Таджикистаном и Узбекистаном после смерти Ислама Каримова в 2016 году, открытия границ между странами и отмены двустороннего визового режима, узбекоязычные граждане Таджикистана получили возможность беспрепятственно посещать Узбекистан.
По данным всенародной переписи населения Таджикистана 2010 года, в стране проживает свыше одного миллиона ста тысяч этнических узбеков, у большинства которых родным и основным языком является узбекский язык — это почти 14 % населения Таджикистана. Узбекская диаспора Таджикистана является второй по численности в стране после собственно таджиков — титульной и наиболее многочисленной национальности в Таджикистане. В диалектическом отношении, узбекоязычные Таджикистана говорят на карлукском и кыпчакском наречиях или диалектах узбекского языка. У узбеков Согдийской области распространены собственно худжандский говор или диалект, ферганская группа говоров (особенно кокандский и ферганский говоры), говоры жителей Ташкентской области, относящиеся к карлукской группе, а также частично окающие, джекающие и экающие говоры кыпчакского наречия. Кыпчакское наречие распространено в основном у узбекоязычных запада и юга Таджикистана, в том числе у так называемых лакайцев и других южных узбекских групп населения.
Большинство узбекоязычных граждан Таджикистана, помимо родного языка, владеют на разном уровне таджикским, а также иногда дополнительно и русским, являясь билингвами и/или полилингвами. Главным и крупнейшим печатным изданием на узбекском языке на территории Таджикистана является газета «Халқ овози» — один из трёх официальных печатных органов Правительства Республики Таджикистан. На территории страны выходят несколько государственных и частных газет и журналов на узбекском языке, региональные государственные и частные телеканалы и радиостанции, вещающие в местностях со значительной узбекской диаспорой, в сутки несколько часов своих эфиров вещают на узбекском языке. Несмотря на это, отмечается, что у узбекоязычных Таджикистана пользуются большой популярностью телеканалы и радиостанции, вещающие из территории соседнего Узбекистана. Сигналы почти всех государственных и частных телеканалов и радиостанций Узбекистана покрывают значительную (особенно северную и западную) часть Таджикистана.
В качестве письменности для узбекского языка в Таджикистане используется только узбекская кириллица. Там он подвержен достаточно сильному влиянию со стороны таджикского языка, успешно перенимая от последнего множество слов и терминов.

## Письменность
До 1928 года для записи узбекского языка использовался арабский алфавит. С 1928 по 1940 годы при СССР использовалась письменность на основе латинского алфавита. С 1940 по 1992 годы при СССР и сразу после его распада применялась кириллица. 
В 1992 году узбекский язык в Узбекистане был вновь переведён на латиницу (несмотря на реформу по переводу узбекского языка на латинскую графику, фактически, в настоящее время продолжается одновременное использование кириллицы и латиницы), которая существенно отличается как от алфавита образца 1928 года, так и от современных тюркских латиниц (турецкой, азербайджанской, крымскотатарской, туркменской и других). В частности, в современном узбекском алфавите, используемом в Узбекистане, в целях унификации с основным латинским алфавитом нет символов с диакритическими знаками, в то время как в алфавите 1928 года использовались не только символы с диакритическими знаками, но и символы, изобретённые советскими лингвистами специально для языков малых народов СССР. Например, звуки [ш] и [ч] сейчас обозначаются диграфами sh и ch соответственно, — так же, как и в английском языке. 
В Киргизии и Таджикистане для записи узбекского языка сегодня используется алфавит на основе кириллицы, а в Афганистане — на основе арабского письма.
Современный узбекский латинский алфавит:
| А а | B b | D d | Е е | F f   | G g   | H h   | I i   | J j | K k |
| L l | М m | N n | О о | P p   | Q q   | R r   | S s   | Т t | U u |
| V v | X x | Y y | Z z | Oʻ oʻ | Gʻ gʻ | Sh sh | Ch ch | ng  | ʼ   |

Узбекский кириллический алфавит:
| А а | Б б | В в | Г г | Д д | Е е | Ё ё | Ж ж | З з | И и |
| Й й | К к | Л л | М м | Н н | О о | П п | Р р | С с | Т т |
| У у | Ф ф | Х х | Ц ц | Ч ч | Ш ш | Ъ ъ | Ь ь | Э э | Ю ю |
| Я я | Ў ў | Қ қ | Ғ ғ | Ҳ ҳ | ʼ   |     |     |     |     |

### Особенности транскрипции узбекских имён собственных
У традиционно принятой в русском языке транскрипции узбекских личных имён и географических названий есть две особенности. Первая — сохранившееся ещё с дореволюционных времён неотражение на письме узбекского оканья западных говоров. Например, узбекские имена и названия, в русской традиции передаваемые как Бекабад, Андижан, по-узбекски пишутся Bekobod, Andijon. В этих словах присутствует звук, более закрытый, чем [а], но более открытый, чем [о].
Вторая особенность — это появившаяся под влиянием узбекского кириллического алфавита традиция передавать во многих словах звук [o], который обозначался в кириллице буквой ў, через у в силу похожести соответствующих букв: «Узбекистан» — Ўзбекистон (Oʻzbekiston). На самом деле, в этих словах присутствует звук более закрытый, чем [о], но более открытый, чем [у].

## Лингвистические черты

### Фонетика и фонология
После реформы орфографии в 1934 году количество гласных букв было сокращено до 6 (были убраны 4 буквы ə, ɵ, y, ь, используемых для записи ä, ö, ü, ı), а в 1937 сильно иранизированный ташкентский говор был окончательно принят за основу произносительной нормы литературного узбекского языка.
Основные фонологические особенности узбекского языка: отсутствие гармонии гласных (сингармонизма), свойственной другим тюркским языкам, и оканье. Закон гармонии гласных заключается в том, что в слове могут присутствовать либо только гласные переднего ряда, либо только гласные заднего ряда. В современном узбекском общетюркские гласные o и ö соответствуют одному звуку «o», в орфографии — ў (кириллица) или oʻ (латиница); u и ü — как рус. «у»; ı и i — как рус. «и». Остатки вокального сингармонизма сохранились лишь в кыпчакских диалектах. «Оканье» заключается в переходе в ряде случаев общетюркского a в [ɔ] или [ɑ] «о», в то же время общетюркский ä чаще [æ] реализуется как простой «а».
Другие особенности: отсутствие первичных долгих гласных звуков; вторичные (заместительные) долготы появляются в результате выпадения смежного с гласным согласного звука; наблюдается фонетическая ультрадолгота или эмфатическое удлинение отдельных гласных; отсутствуют деление аффиксов на «передние» и «задние».

#### Гласные
|                | Передний ряд | Средний ряд | Задний ряд |
| -------------- | ------------ | ----------- | ---------- |
| Верхний подъём | i~ɨ          | i~ɨ         | u          |
| Средний подъём | e            |             | o          |
| Нижний подъём  | æ~ɑ          | æ~ɑ         | ɔ          |

#### Согласные
|                     |               | Губные | Зубные | Альвеолярные | Палатальные | Заднеязычные | Увулярные | Глоттальные |
| ------------------- | ------------- | ------ | ------ | ------------ | ----------- | ------------ | --------- | ----------- |
| Носовые             | Носовые       | m      |        | n            |             | ŋ            |           |             |
| Взрывные/ Аффрикаты | глухие        | p      | t̪      | (t͡s)         | t͡ʃ          | k            | q         | (ʔ)         |
| Взрывные/ Аффрикаты | звонкие       | b      | d̪      |              | d͡ʒ          | ɡ            |           |             |
| Щелевые             | глухие        | ɸ      |        | s            | ʃ           |              | χ         | h           |
| Щелевые             | звонкие       | w~v    |        | z            | (ʒ)         |              | ʁ         |             |
| Аппроксиманты       | Аппроксиманты | w~v    |        | l            | j           |              |           |             |
| Одноударные         | Одноударные   |        | ɾ      | ɾ            |             |              |           |             |

### Грамматика
Узбекский, как и прочие тюркские, — агглютинативный язык, с элементами аналитизма (около 30 глаголов служат для образования аналитических глагольных форм с различными значениями, у имён аналитические формы образуются при помощи послелогов).
В отличие от большинства других тюркских языков, для узбекской морфологии характерна одновариантность аффиксов (как результат отсутствия сингармонизма).
Не имеет грамматической категории рода: отсутствует согласование в роде, падеже и в числе определения и определяемого. Обязательным является согласование подлежащего и сказуемого в лице, но не обязательно в числе.
В узбекском шесть падежей:
| Падеж                             | Аффикс | Пример | Перевод | Значение |
| --------------------------------- | ------ | ------ | ------- | --- |
| основной nominative               | -∅     | uy     | дом     | нулевой показатель |
| родительный genitive              | -ning  | uyning | дома    | оформляет приимённое определение                                                                                      |
| дательный (направительный) dative | -ga    | uyga   | дому    | выражает направленность действия на объект; в основном оформляет косвенное дополнение;                                |
| винительный definite accusative   | -ni    | uyni   | дом     | выступает как прямое дополнение;                                                                                      |
| местный locative                  | -da    | uyda   | в доме  | выражает место или время совершения действия, имя выступает в роли обстоятельства;                                    |
| исходный ablative                 | -dan   | uydan  | из дома | в основном выражает объект, по которому (через который, мимо которого, при посредстве которого) совершается действие. |

Существительное имеет категорию принадлежности (изафет), формы которой образуются с помощью аффиксов принадлежности, обозначающими лицо обладателя:
| Лицо, число | Ед.ч.                   | Мн.ч.                   |
| ----------- | ----------------------- | ----------------------- |
| 1 л.        | kitobim (моя книга)     | kitobimiz (наша книга)  |
| 2 л.        | kitobing (твоя книга)   | kitobingiz (ваша книга) |
| 3 л.        | kitobi (его (её) книга) | kitobi (их книга)       |

- oʻzbek «узбек», til «язык» — oʻzbek tili «узбекский язык».

| Лицо, число | Ед.ч.           | Мн.ч.      |
| ----------- | --------------- | ---------- |
| 1 л.        | Men (я)         | Biz (мы)   |
| 2 л.        | Sen (ты)        | Siz (вы)   |
| 3 л.        | U (Ul) (он/она) | Ular (они) |

| 0    | 1       | 2           | 3      | 4     | 5     | 6       | 7       | 8      | 9       | 10  |      |
| ---- | ------- | ----------- | ------ | ----- | ----- | ------- | ------- | ------ | ------- | --- | ---- |
| sifr | bir     | ikki        | uch    | toʻrt | besh  | olti    | yetti   | sakkiz | toʻqqiz | oʻn |      |
|      | 20      | 21          | 30     | 40    | 50    | 60      | 70      | 80     | 90      | 100 | 1000 |
|      | yigirma | yigirma bir | oʻttiz | qirq  | ellik | oltmish | yetmish | sakson | toʻqson | yuz | ming |

### Лексика
Основу лексики современного литературного узбекского языка составляют слова общетюркского происхождения, однако, в отличие от соседних кыпчакских языков, узбекский словарный фонд богат согдийскими, персидскими и арабскими заимствованиями. Влияние русского языка заметно по сохранившемуся значительному пласту бытовой, общественно-политической и технической лексики, пришедшей в период от завоевания Туркестана царской Россией (вторая половина XIX в.) до нынешнего времени, особенно во времена советской власти (до 1991 г.).